# Панкино (Рязанская область)
Па́нкино — село в Пронском районе Рязанской области. Входит в состав Погореловского сельского поселения.

## История
В качестве погоста Панкино упоминается в приправочных книгах Каменского стана 1597 и 1598 г.г., где оно описывается так:
Погост на царя и великого князя земле на речке Сырошле, а на погосте церковь Успения Пречистыя Богородицы древена клетцки, а в церкви образы и свечи, и книги, и ризы, и клепало, и все церковное строение мирское приходных людей; у церкви во дворе поп, во дворе пономарь, во дворе проскурница, пашни церковные пятнадцать чети, сена по речке и около пол двадцать копен

По писцовым книгам поместных и вотчинных земель Каменского стана 1628 и 1629 г.г., само село значится в вотчине за Фёдором и Михаилом, детьми Чеботаева.

По окладным книгам 1676 г., церковной земли показано
Семь четвертей в пол, а в дву потомуж, сенных покосов на десять копен. В приходе к Успенской церкви значатся, кроме села, деревни Денисова и Старкина, в которых было 27 дворов помещиковых рязанцов детей боярских, 43 двора крестьянских, 6 дворов бобыльских и всего(со включением двора попова и дьячкова) 78 дворов. По окладу 1676 г., положено с той церкви дани 2 рубля, а прежния дани было рубль пятнадцать алтын три деньги и перед прежним прибыло семнадцать алтын пять денег. 
До 1924 года село было центром Панкинской волости, упразднённой вместе с Пронским уездом.
С 1924 года по 1929 год входило в состав Пронской волости.
12 июля 1929 года село в составе Пронской волости вошло в состав Пронского района
1 февраля 1963 года село Панкино совместно с территорией Пронского района было включено в состав Старожиловского района
3 ноября 1965 года был вновь образован Пронский район, куда вновь вошло Панкино.
7 октября 2004 году село было включено в состав Погореловского сельского поселения.

## Население
- Согласно сведениям 1859 г.[7], в Панкино насчитывалось 102 двора с 933 жителями (455 мужчин, 478 женщин).
- Согласно изданию «Населённые места Рязанской Губернии» за 1906 г.[8], основывающемся на данных переписи 1897 года, в селе насчитывалось 153 дворов с 1201 жителем (593 мужчины, 608 женщин).
- По последней переписи 2010 года в селе постоянно проживало всего 9 жителей. Большая часть оставшихся домов используется для сезонного проживания

| 1859 | 1897 | 1906  | 2010 |
| ---- | ---- | ----- | ---- |
| 933  | ↘795 | ↗1261 | ↘9   |

## Инфраструктура
В настоящее время территория села представляет собой редкую жилую застройку индивидуального строительства, абсолютная часть жилья — дома сезонного обитания(дачи). Постоянных жителей менее 10 человек.
Село не газифицировано, отопление — печное. Водоснабжение из колодцев.

## Достопримечательности

### Успенская церковь
В селе расположена недействующая заброшенная Успенская церковь, год постройки — 1782 г. 
Существующая ныне в с. Панкино каменная Успенская церковь с приделом Богословским построена в 1782 году помещиком Саввой Сурменевым, а возобновлялась в 1820 и 1850 гг. Земпя при ней во владении причта состоит: усадебной 3, пахатной и луговой 30 и под дорогами 8 десятин. В пользу причта имеется в билетах 100 рублей. В состав прихода ныне входят: село с 1 двором и деревни: Денисова(в 2 верстах) с 88 дворами, Итья Большая(в 3 верстах) с 40 дворами, Итья Малая (в 3 верстах) с 18 дворами и Казинка (в 3 верстах) с 10 дворами, в коих мужского пола 735, женского пола 718. В причте до 1816 г. было два священника, по штату 1873 г. положены 1 священник и 1 псаломщик. 

## Транспорт
Последние 3 км дороги до села — грунтовая дорога.